# Willem Polak
Willem Polak (vollständiger Name Willem Albertus Polak; * 31. Mai 1915 in Amsterdam; † 4. Mai 1993 in Hannover) war ein niederländischer Angehöriger der Waffen-SS und Kriegsverbrecher.
Willem Polak besuchte die Schule in Amsterdam und arbeitete als Fahrer und Mechaniker. Er war mit 1,92 m auffallend groß und wurde in der Zeit des Nationalsozialismus Angehöriger der Waffen-SS. Im Zweiten Weltkrieg kämpfte er an der Ostfront. Zurückgekehrt in die Niederlande wurde er Mitglied im Sonderkommando Henk Feldmeijer. In dem Kommando, das auch unter dem Namen Sonderkommando Silbertanne bekannt ist, war er an mindestens vier Morden beteiligt und schoss mindestens dreimal selbst. Einen Widerstandskämpfer erschoss er an dessen Haustür. Am 4. August 1944 ermordete er zusammen mit dem SS-Mitglied Bart Slop in Beemster den 50-jährigen Landwirt Dirk Ubbels.
Am 1. Januar 1949 wurde er vom Sondergerichtshof in Amsterdam zum Tode verurteilt. Am 12. November 1949 wurde das Urteil in eine lebenslange Freiheitsstrafe umgewandelt. 1952 gelang es ihm gemeinsam mit den Kriegsverbrechern Herbertus Bikker (1915–2008), Klaas Carel Faber (1922–2012), Antoine Touseul (1921–1991), Sander Borgers (1917–1985), Willem van der Neut (1919–1983) und Jacob de Jonge aus dem Gefängnis in Breda zu fliehen. Er entkam nach Deutschland und wurde in Hannover am 16. Mai 1953 mit gefälschten Ausweispapieren verhaftet. Er wurde nicht in die Niederlande ausgeliefert, weil ausländische SS-Angehörige auf Grund eines „Führererlasses“ vom Mai 1943 die deutsche Staatsbürgerschaft erhalten hatten. Diese Rechtsauffassung wurde von den Nachkriegsjuristen geteilt. Als deutscher Staatsbürger konnte er nicht an die Niederlande ausgeliefert werden. In Deutschland wurde er 1959 vor dem Landgericht Lüneburg wegen Mordes angeklagt. Das Verfahren endete mit einem Freispruch, weil das Gericht keine Mordmerkmale erkannte und es sich der Argumentation anschloss, dass eine Weigerung zu schießen eine Gefahr für Polak bedeutet hätte. Die niederländische Regierung unternahm in den folgenden Jahren nur halbherzige Versuche eine Auslieferung aus Deutschland zu erreichen.
Polak lebte danach weiter in Hannover, heiratete und wurde Vater einer Tochter. Nachbarn beschrieben ihn als freundlich. Einem niederländischen Journalisten gegenüber äußerte er Ende der 1980er Jahre in einem Interview, dass man „alles über ihn denken könne – nur nicht, dass er ein schlechter Mensch sei.“
Er verstarb am 4. Mai 1993 und wurde anonym auf dem Stadtfriedhof Lahe beerdigt.